# Resolutie 1901 Veiligheidsraad Verenigde Naties
Resolutie 1901 van de Veiligheidsraad van de Verenigde Naties werd unaniem door de VN-Veiligheidsraad aangenomen op 16 december 2009. De resolutie stond een van de rechters van het Rwandatribunaal toe zijn lopende zaak af te werken na het einde van zijn ambtstermijn in december 2009. Ook mocht het aantal ad litem-rechters tot eind 2010 worden opgetrokken tot boven de voorziene negen.

## Achtergrond
Toen Rwanda een Belgische kolonie was, werd de Tutsi-minderheid in het land verheven tot een elitie die de grote Hutu-minderheid wreed onderdrukte. Na de onafhankelijkheid werden de Tutsi verdreven en namen de Hutu de macht over. Het conflict bleef aanslepen, en in 1990 vielen Tutsi-milities verenigd als het FPR Rwanda binnen. Met westerse steun werden zij echter verdreven.
In Rwanda zelf werd de Hutu-bevolking opgehitst tegen de Tutsi. Dat leidde begin 1994 tot de Rwandese genocide. De UNAMIR-vredesmacht van de Verenigde Naties kon vanwege een te krap mandaat niet ingrijpen. Later dat jaar werd het Rwandatribunaal opgericht om de daders te vervolgen.

## Inhoud
Eerder was het Rwandatribunaal gevraagd te zorgen dat al diens werk in 2010 kon worden afgerond. Dat leek nu niet meer mogelijk. Middels resolutie 1878 waren de ambtstermijnen van de rechters al verlengd tot 31 december 2010. Toen was ook beslist de ambtstermijnen van de rechters van het beroepshof tegen eind 2009 te herzien.
De Veiligheidsraad was van plan de ambtstermijnen van de rechters te verlengen tot 30 juni 2010 en die van de beroeprechters tot 31 december 2012. Het aantal ad litem-rechters, dat in de statuten beperkt was tot negen, mocht tot eind 2010 van tijd tot tijd worden opgetrokken tot twaalf. Ten slotte mocht rechter Erik Møse de zaak-Setako afwerken na het einde van zijn ambtstermijn eind 2009. Het tribunaal wilde die zaak voor eind februari 2010 afgerond hebben.

## Verwante resoluties
- Resolutie 1855 Veiligheidsraad Verenigde Naties (2008)
- Resolutie 1878 Veiligheidsraad Verenigde Naties
- Resolutie 1932 Veiligheidsraad Verenigde Naties (2010)
- Resolutie 1955 Veiligheidsraad Verenigde Naties (2010)

Lijst ·  1860 ·  1861 ·  1862 ·  1863 ·  1864 ·  1865 ·  1866 ·  1867 ·  1868 ·  1869 ·  1870 ·  1871 ·  1872 ·  1873 ·  1874 ·  1875 ·  1876 ·  1877 ·  1878 ·  1879 ·  1880 ·  1881 ·  1882 ·  1883 ·  1884 ·  1885 ·  1886 ·  1887 ·  1888 ·  1889 ·  1890 ·  1891 ·  1892 ·  1893 ·  1894 ·  1895 ·  1896 ·  1897 ·  1898 ·  1899 ·  1900 ·  1901 ·  1902 ·  1903 ·  1904 ·  1905 ·  1906 ·  1907